# Hollywood Forever
Hollywood Forever é um álbum de estúdio dos L.A. Guns, lançado em 2012 pela Cleopatra Records. O álbum foi produzido por Andy Johns. O álbum está disponível em CD, disco de vinil e download digital.
A banda gravou videoclipes para as canções "You Better Not Love Me", "Requiem (Hollywood Forever)" e "Araña Negra".

## Faixas
A lista de faixas de Hollywood Forever é a seguinte; a versão iTunes do álbum também inclui faixas bónus não identificadas:
| N.º            | Título                                  | Duração |  |
| 1.             | "Hollywood Forever"                     | 4:42    |  |
| 2.             | "You Better Not Love Me"                | 4:17    |  |
| 3.             | "Eel Pie"                               | 2:40    |  |
| 4.             | "Sweet Mystery"                         | 4:01    |  |
| 5.             | "Burn"                                  | 4:01    |  |
| 6.             | "Vine St. Shimmy"                       | 2:48    |  |
| 7.             | "Dirty Black Night"                     | 4:50    |  |
| 8.             | "Underneath The Sun"                    | 4:40    |  |
| 9.             | "Queenie"                               | 3:44    |  |
| 10.            | "Crazy Tango"                           | 4:40    |  |
| 11.            | "Venus Bomb"                            | 2:36    |  |
| 12.            | "I Won't Play"                          | 3:09    |  |
| 13.            | "Requiem (Hollywood Forever)"           | 4:05    |  |
| 14.            | "Araña Negra" (cover de The Bicicletas) | 4:59    |  |
| 15.            | "Rattlesnake (faixa bónus)"             |         |  |
| Duração total: | Duração total:                          | 55:12   |  |

## Créditos[4]
- Phil Lewis - vocalista
- Stacey Blades - guitarra
- Scott Griffin - baixo e teclas
- Steve Riley - bateria